# 陕西省美术博物馆
陕西省美术博物馆位于中国陕西省西安市，为国家重点美术馆。

## 历史沿革
2000年4月陕西省美术博物馆建成，建筑由张锦秋设计。
2001年陕西省美术博物馆正式营运。
2010年，被文化部评选为“国家重点美术馆”。